# Volodimir Mikolajovič Čelomej
Volodimir Mikolajovič Čelomej (Siedlce, Poljska, 30. lipnja 1914. – Dnjepropetrovsk, 8. prosinca 1984.) bio je ukrajinski inženjer, jedan od tri ključna sovjetska inženjera raketne i druge svemirske te vojne opreme, uz Valentina Gluška i Sergeja Pavloviča Koroljova, tijekom takozvane Svemirske utrke. Za svoga života studirao je znanosti iz različitih područja ponajviše na Ukrajinskoj Akademiji Znanosti u Kijevu. Godine 1962. postao je akademski član Sovjetske Akademije Znanosti. 
Volodimir Čelomej rođen je u ukrajinskoj obitelji na teritoriju današnje Poljske, a nakon Prvog svjetskog rata njegova po struci učiteljska obitelj preselila se u središnju Ukrajinu, Poltavsku oblast. Godine 1932. upisao je Kijevski Politehnički Institut gdje se pokazao iznimno talentiran u području zrakoplovnog inženjeringa. Godine 1937. završio je svoj studij i počeo se profesionalno baviti mehaničkim inženjeringom. Već 1939. godine predložen je za počasnog znanstvenog građanina SSSR-a. 
Tijekom Drugog svjetskog rata Čelomej je radio za Baranov Središnji Institut za izgradnju avijacijskih motora u Moskvi, gdje je 1942. konstruirao prvi sovjetski pulsirajući mlazni motor neovisno od sličnih konstrukcija u nacističkoj Njemačkoj. Njegovi znanstveni uspjesi podižu ga u profesionalnoj karijeri na mjesto šefa u proizvodnji i testiranju prvih sovjetskih vojnih raketa dugog dometa. Čelomej je tijekom 1950-ih na čelu raznih stručnih timova imao vrlo uspješnu ulogu u sklopu izgradnje niza raketnih vojnih sustava.